# 金曜競馬CLUB
『金曜競馬CLUB』（きんようけいばクラブ）は、2012年6月1日から2024年9月27日まで、毎週金曜 21:00 - 21:30に千葉テレビ放送（チバテレ）で放送されていた中央競馬情報番組である。テレビ埼玉（テレ玉）でも放送されていた。
両局とも埼玉県越谷市に本拠を置くマンションデベロッパーのリベレステが一社提供していたが、同社の創業社長でJRA登録馬主の河合純二が逮捕されたため、2023年5月19日の放送限りで降板し、全編PTでの放送となる。
本稿では、後継番組として2024年10月4日より放送されている『金曜競馬CLUB NEO』（きんようけいばクラブ ネオ）についても記載する。

## 番組概要
1985年以来、チバテレ・テレ玉では毎週土曜・日曜に競馬中継番組として『中央競馬ワイド中継』（以下『ワイド中継』と表記、2010年まで、チバテレ・テレ玉・テレビ神奈川（tvk）持ち回り制作）、『LIVE & REPORT 中央競馬中継』（以下「前番組」と表記、2011年から2012年5月まで、チバテレ制作）が放送されていた。しかし前番組が同年5月27日（日本ダービー当日）で放送終了したことに伴い、毎週金曜日に競馬予想を中心とした番組にリニューアルしたのが当番組である。
本編・「中村愛のうまコラボ」のいずれも収録は金曜日当日に行われ、撮って出しの形式で放送される。
なお当番組は『ワイド中継』および前番組を放送していたtvk、『ワイド中継』を放送していたとちぎテレビ・群馬テレビでは放送されない。
2024年9月27日放送を以って、『金曜競馬CLUB』としての放送を終了。あわせて、『ワイド中継』に出演開始した1987年以降、関東独立局の競馬関連番組に37年間関わり、2024年時点で85歳まで現役で司会を続けてきた長岡一也が番組卒業となった。翌週10月4日からは『金曜競馬CLUB NEO』として放送される。なお、タイトルとスタジオセットが多少変更されたことや、長岡が降板したことを除けば、番組内容自体に大差はない。

## 出演者

### レギュラー出演
- 原奈津子 - 2代目司会（旧：3代目アシスタント）[3]

2017年4月7日初登場。長岡の降板および『金曜競馬CLUB NEO』へのリニューアルに伴い、2024年10月4日からは司会に変更。
- 小松真也（日刊競馬） - 解説者

2022年7月1日初登場。
- 山口瞬（日刊競馬） - 解説者

2022年7月15日初登場。
- 中村愛 - 「中村愛のうまコラボ」コーナー担当（旧：2代目アシスタント）

2016年4月1日初登場で、当初は「中村愛のうまたま」担当でVTR出演のみだった。同年6月3日以降は岡田が欠席のため代役として本編アシスタントとしても出演。後述するとおり6月を以って岡田が正式に降板発表したため、7月から2017年3月31日までは岡田の後任アシスタントとなっていた。同年4月から、新たに原がアシスタント就任に伴い、再びVTR出演のみとなった。
当初は「中村愛のうまたま」として、競馬スピリッツとのコラボレーションによるコーナーを担当していた。2017年2月24日からは、コラボレーション先が競馬スピリッツから、うまコラボに変更されたため、コーナー名も「中村愛のうまコラボ」に変更された。
産休のため2018年6月8日で一旦降板していたが、同年11月2日より復帰した。

### ゲスト出演
ゲストも、飯田・長岡同様にフリップで予想を披露する。
- 土屋伸之（ナイツ）（2012年9月14日）

3日後の9月17日（セントライト記念当日）に中山競馬場で『ナイツのHIT商品会議室』公開収録を行うことに伴い出演した。
- トミドコロ（2012年12月14日）

### 代理出演
- 大山尚雄

2012年10月5日放送のみ、長岡の代理司会で出演。なお、長岡の欠席理由は特に触れられていなかった。
- 矢吹春奈

2015年1月9日放送で、岡田が体調不良で欠席したことによる代役。「春奈の教えてあげる」としてVTR出演のみであり、スタジオは長岡・飯田の2名で進行（アシスタント不在で進行）した。
- 小坂井祐莉絵

2021年11月26日放送で、原の代役。
- 貝原怜奈

2023年2月24日放送で、原が舞台出演のため代役。

### 過去の出演者
- 岡田真由香 - 初代アシスタント・「真由香の教えてあげる」コーナー担当

前番組にも2011年7月から出演。史上初の現役AV女優の競馬番組アシスタントとして活躍。
前番組では、一部回で女優として出演する映画や本業のAVなどの撮影、自身らの曲収録やそのPV撮影などのため欠席することがあったが、当番組ではほとんど欠席することはなかった。しかし、2016年5月20日放送を最後に体調不良のため欠席して以降出演できなくなり、岡田本人不在のまま同年7月1日放送で降板が発表された。
- 杏さゆり - 「杏さゆりのうまコラボ」コーナー担当

2018年6月29日初登場。中村が休養の間、「中村愛のうまコラボ」を「杏さゆりのうまコラボ」として、コーナーを担当
- 飯田正美（日刊競馬） - 解説者

『中央競馬ハイライト』（『ワイド中継』と同時期に放送されていた競馬情報番組）および前番組にも出演。なお、前番組のもう1人の解説者であった柏木集保は出演せず、2012年10月より、長岡と共に『競馬展望プラス』に出演していた。高齢に伴い日刊競馬新聞社を退職するため、2022年6月24日放送分をもって退任。
- 長岡一也 - 初代司会

『ワイド中継』および前番組にも出演。なお前番組で中山・東京でのGI開催時（該当するGI競走の表彰式司会を担当しているため）、長岡の代理で司会をしていた宇野和男は当番組には出演しない。尚、長岡は2012年10月から2019年3月まで首都圏トライアングルで放送していた『競馬展望プラス』でコメンテーターを担当していた。
2024年9月27日（『金曜競馬CLUB』としての最終回）放送で、今後は競馬中継関係者向けに書き溜めていたものについて出版を行うことに専念したいとして、番組卒業を発表した。

## 前番組との比較
ネット局がチバテレ（制作局）・テレ玉になったこと、実況中継がないこと以外の相違点は以下のとおり。

### 共通点
- 岡田の予想コーナー（パソコンソフト『競馬Compass』（旧：『競馬道Compass』）を使ったコンピューター予想）が継続
  - タイトルは「まゆ感予想」から「真由香の教えてあげる」に変更。
  - 当初は「まゆ感予想」同様、番組上では印は1レースにつき3頭にしかつけなかった[10]。現在は4頭に印をつけるようになっている[11]。
  - コーナー自体の尺が長くなり、より詳しく予想理論（『競馬Compass』で実際に設定する要素5種類[12]とその配分比率）を紹介するようになった。ただし、4頭に印をつけるようになってからは、5種類の要素と配分比率は字幕のみの紹介になることがある。
  - 前番組では日曜重賞レース1つのみ予想していたが、土曜のレースもいずれか1つ予想する（メインレースではない特別競走や、飯田・長岡が予想しない第3場のメインレースをとりあげる）。ただし、状況によっては土曜のレース予想がない場合もあり、少なくとも2015年4月以降は前半で取り上げたレースのみを対象としている。2016年4月からは「中村愛のうまたま」が新たなVTRコーナーとなったため、本編内の土曜メインレースの予想を「競馬Compassコーナー」として紹介していた。
  - 同年5月27日以降は岡田が欠席（後に降板）のため、その後はチバテレの番組スタッフが同じ『競馬Compass』を使った予想を行い、それを長岡または中村が披露する形式をとっている（時間の都合上、行わない週もある）。2017年4月以降現在は、チバテレ番組スタッフの予想を原が披露する形式となっていて、再度日曜重賞レース1つの予想となっている。
- プレゼントの宛先は、前番組同様に制作局がチバテレのため、チバテレ宛となる。
- JRAのCMは流れないが、飯田が所属する日刊競馬のCMは流れる。また、日刊競馬が後述するぬいぐるみと共に飾られている。

### 相違点
- 番組制作協力がテレビアルファからオフィスて・らに変更。そのため馬柱やフリップのデザイン、スタジオセットが一新された。
  - テレビアルファが携わっていた『ワイド中継』および前番組では同じセットであったが、当番組はターフィーのぬいぐるみやターフィーショップ（競馬場・一部のウインズにある売店）で発売されている名馬のぬいぐるみが飾られている。
- 前番組では司会者（長岡・宇野）が予想を披露することはなかったが、当番組は長岡も予想を行う（飯田と同じような形式で行う。なお『ワイド中継』では土曜日に司会者の予想コーナーが一時期あった[13]ほか、公式サイト上の「重賞の扉」では長岡が狙ってみたい馬を5頭上げていた）。
- 岡田についても前番組は「まゆ感予想」以外では予想を披露していなかったが、飯田・長岡と共に各レースで予想を披露する（ここでは「真由香の教えてあげる」と異なり、飯田・長岡が挙げなかったような穴馬を中心に紹介する。番組開始当初はレース名などに因んだサイン馬券を披露していたが、後に「中村愛のうまたま」→「中村愛のうまコラボ」でサイン馬券の披露が行われていたため、岡田がサイン馬券を紹介しなくなった）。
- 馬柱には飯田と長岡の予想が載っており、岡田の予想も「真由香の教えてあげる」の対象レースに限り載っている（ただし、番組初期は岡田の予想は馬柱に載っていなかった）。現在放送の「中村愛のうまたま」→「中村愛のうまコラボ」で披露されているサイン馬券は、馬柱に載っていない。
- 参考レース含むレース映像は一切流れない。ただしGIレース予想のコーナーで、飯田が本命にした馬が写真で紹介されることはある。

## 『競馬展望プラス』との比較
放送局にtvkが加わり制作は首都圏トライアングル名義であること、制作協力がオフィスて・らであること以外の相違点は以下の通り。

### 共通点
- 馬柱やスタジオセットが類似。
  - ただし、スタジオセットは当番組は黒を基本としているのに対し、『競馬展望プラス』は白を基本にしている。名馬のぬいぐるみを飾っている点などは共通している。
- 番組の終盤で解説者が重賞レース以外の自信のある推奨馬を紹介する。

### 相違点
- 予想を披露するのは原則として解説者のみ。
- 中央競馬だけでなく地方競馬の重賞（交流重賞だけでなく、南関東のSIIIなども含む）も展望する。
- 解説者が日刊競馬（柏木）以外に、競馬ブックと研究ニュースのトラックマンも出演。この点は現在放送されている『うまナビ!イレブン』や、かつての『中央競馬ハイライト』と同様である。ちなみに飯田と同様に『中央競馬ハイライト』の土曜の解説を務めていた、研究ニュースの星野英治は『うまナビ!イレブン』で東京開催の解説を務めていた。
- JRAおよび地方競馬全国協会（NAR）が提供しているため、JRA・NARのCMが流れる。一方、解説者が所属する競馬新聞のCMは日刊競馬も含め一切流れていない。なお、両番組とも共通のスポンサーとして前番組および『ワイド中継』を担当したリベレステが当番組でも引き続き提供していた。
- レース映像が流れる。

## タイムスケジュール
下記は概ねのもの。GI競走がある場合は冒頭でGIの予想をし、GI以外の日曜メインレース予想が番組後半に廻る場合もある。日曜に重賞が2つ以上ある場合もどちらかを冒頭で予想し、他の重賞は番組後半に廻る場合もある。
なお、「中村愛のうまコラボ」（旧：「中村愛のうまたま」、「杏さゆりのうまコラボ」）、「競馬Compassコーナー」（旧：「真由香の教えてあげる」）で披露した予想については、チバテレ公式YouTubeサイトでも視聴可能である。加えて、「真由香の教えてあげる」「競馬Compassコーナー」については「競馬Compass」のサイト、「中村愛のうまたま」については「競馬スピリッツ」のサイトでも視聴可能である。現在のところ、「中村愛のうまコラボ」で披露した予想を、「うまコラボ」のサイトで視聴することはできない。
- 21:00 - オープニング
- 21:01 - 日曜メインレース予想（小松・山口・原による予想が披露される。長岡がMCの時代には長岡も予想を行っており、長岡の予想の途中で「とっておきウラ情報」として、取材などで仕入れた情報が披露される。）
- 21:07 - 中村愛のうまコラボ（本編収録の前にこのコーナーだけの事前収録を行なっている。競馬ウェブサイト「うまコラボ」とコラボレーションした予想コーナー。最初に中村が予想を披露し、最後に「うまコラボ」の予想陣から1名の予想を取り上げる。当初は中村はサイン馬券も扱っていた。）
- 21:10 - 競馬Compassコーナー（GI開催週では「原奈津子のGIチャレンジ!」に差し替えられる）
- 21:13 - 土曜メインレース予想（関東メイン）
- 21:20 - プレゼントコーナー（不定期）
- 21:23 - 土曜メインレース予想（関西メイン）
- 21:25 - 小松真也（または山口瞬）の厳選一頭（当初は、とりあげなかったレースの中から、注目の1頭を紹介し[14]、制作局のチバテレの社杯である「チバテレ杯」[15]が行われる場合は、チバテレ杯の予想もあわせて2レース分を紹介していた。2015年4月頃からは、土曜・日曜それぞれ1レースずつ選び、推奨馬を紹介する）
- 21:27 - エンディング・奈津子のハラハラ第10レース（原が土曜の第10レースから一頭を取り上げてコメントする。2016年5月20日までは岡田が応援コメントをしていた[16]）

## ネット局
| 放送対象地域 | 放送局                            | 系列  | 放送時間                 | 放送期間       | 備考 |
| ------------ | --------------------------------- | ----- | ------------------------ | -------------- | --- |
| 千葉県       | 千葉テレビ放送（チバテレ） 制作局 | JAITS | 毎週金曜日 21:00 - 21:30 | 2012年6月1日 - | 当日に『マリーンズナイター』などのスポーツ中継がある場合はマルチ編成を行うためビットレートを落として放送される。以前は深夜帯に変更するか、番組自体中止していた。 |
| 埼玉県       | テレビ埼玉（テレ玉）              | JAITS | 毎週土曜日 1:00 - 1:30   | 2012年6月1日 - | 2024年3月まではチバテレと同時ネットで、前日もしくは当日にプロ野球中継・高校野球中継があった場合のみ土曜2:15 - 2:45に変更されていた。                             |